# Гринхаус, Кэрол
Кэрол Гринхаус (Carol J. Greenhouse; род. 4 января 1950) — американский антрополог, специалист по культурной антропологии, антропологии права и политики, в особенности США.
Доктор философии (1976), эмерит-профессор (с 2019) Принстона, где трудится с 2001 года, прежде преподавала в Корнелле (1977-1991) и Индианском университете в Блумингтоне (1991—2001), член Американского философского общества (2011) и Американской академии искусств и наук (2012). Отмечена Harry Kalven Prize (2011) и James Boyd White Prize (2015).
Степени бакалавра антропологии magna cum laude (1971) и доктора философии по социальной антропологии (1976) получила в Гарварде. Среди её учителей — Evon Z. Vogt.
С 2012 года именной профессор (Arthur W. Marks ’19 Professor) антропологии Принстона (эмерит с 2019), в 2007-2016 годах заведовала кафедрой антропологии. Отмечена President’s Award for Distinguished Teaching (2012).
В 1998—2002 годах редактор American Ethnologist.
Сестра Линды Гринхаус. Супруг — Alfred C. Aman Jr..
Редактор Ethnographies of Neoliberalism (2009).
Книги
- Praying for Justice: Faith, Order, and Community in an American Town (1986)
- Law and Community in Three American Towns (1994) — отмечена Law & Society Association Book Prize (1996)
- A Moment’s Notice: Time Politics Across Cultures (1996)
- The Paradox of Relevance: Ethnography and Citizenship in the United States (2011)

Работает над книгой «Landscapes of Law: Practicing Sovereignty in Transnational Terrain».